# Tlacotalpan
Tlacotalpan es una localidad del sureste del estado de Veracruz dentro de los límites de la Cuenca del Papaloapan, en México, su nombre significa “tierra partida”. Ubicado en la costa del Golfo de México, es conocido por su tradición pesquera y por los dos festivales anuales de música jarocha y décima que patrocina, de igual forma se caracteriza por su arquitectura vernácula y por formar un importante vínculo cultural e histórico entre la música Andalucía, del centro-occidente de África y de las culturas nativas de Mesoamérica.
Es también un puerto fluvial, rodeado e irrigado por el río Papaloapan, que además posee en el municipio los ríos tributarios de San Juan y Tesechoacán; cuenta con una extensión de 646.51 km², relativo al 0.89% del territorio total del estado y se localiza a 90 km del puerto de Veracruz, a 110 km de la ciudad de Tuxtepec, a 203 km de la ciudad de Xalapa, capital del estado y a aproximadamente a 500 km de la Ciudad de México.
El centro histórico de Tlacotalpan fue declarado como Patrimonio Cultural de la Humanidad por la Unesco en 1998.

## Historia
Tlacotalpan perteneció al territorio Totonaca en el siglo XII, por lo que su fundación se remonta a esa época. Era cabecera de Atlizintla (hoy Alvarado), Xiuhbiapan, Ahuatcopan, Pozutlan y Tlazintlata, en el siglo XV, luego de tomar Cempoala y Cotaxtla, Axayácatl sometió al antiguo asentamiento indígena al Imperio azteca en 1475, en el contexto de la Conquista de Tochpan (Tuxpan) de 1480, y bautizó al asentamiento con el nombre de Tlācotālpan, que significa: entre aguas o a la mitad de la tierra de Tlahco, en medio de, tlalli, tierra o terreno, pan, parte locativa, que alude a la mitad de una amplia franja de tierra rodeada de corrientes de ríos derivados del Papalopan.
En 1518, Pedro de Alvarado navegó en el río Papaloapan, siendo el primer contacto español en la zona, poco después de la conquista de la México-Tenochtitlan y la guarcinión azteca de Tuxtepec, el pueblo y sus pueblos sujetos fueron encomendados a Alonso Romero, cuya familia conservó la encomienda, hasta que pasó a la jurisdicción real. En 1541, se estableció el corregimiento, que después se convirtió en Alcaldía Mayor.
En el siglo XVI surgen dos grandes haciendas que estarán muy ligadas al desarrollo del Tlacotalpan novohispano: Hacienda de San Juan Zapotal y Hacienda de la Estanzuela. En 1577, Gaspar de Rivadeneyra, después de recibir en merced dos sitios de ganado mayor en la cuenca del Papaloapan, fundó la estancia de Santa María de Quetzalapa o Cuezpalapan, más conocida como Hacienda de la Estanzuela.
A principios del siglo XVII el Gobierno Virreinal intentó que Tlacotalpan fuera abandonado y sus habitantes se congregaran en Cosamaloapan, pero los indios lo impidieron.
El siglo XVII se distingue por el fortalecimiento de las haciendas y el crecimiento de la población española, la construcción de barcos y la persistente guerra de España contra Inglaterra, que hace que desembarquen los filibusteros (piratas en los mares de América en los siglos XVII y XVIII), en Alvarado y ataquen e incendien Tlacotalpan.
En 1714 se desbordó el río Papaloapan y años después, en 1788, ocurre otro incendio, por lo que se ordena que en lo sucesivo se construyan las casas de mampostería, por lo que de esta época datan las amplias casonas de pilares y arcos de medio punto, techadas de teja.
A mediados del siglo XIX, se construyó el palacio municipal. El pueblo se denominó San Cristóbal Tlacotalpan. En 1847 obtiene el título de villa. En 1864 fue ocupada por más de 600 soldados a título de las autoridades del ejército franceses, en donde se destaca la presencia de 234 soldados sudaneses en la Intervención Francesa.
Por Decreto de 9 de mayo de 1865, el General Alejandro García Marcín gobernador del estado, eleva la villa de Tlacotalpan a la categoría de ciudad, por la defensa contra los franceses que él mismo comandó. Durante este período Tlacotalpan fue provisionalmente capital del Estado. Años más tarde desde aquí Porfirio Díaz Mori organizó el levantamiento contra el Gobierno de Sebastián Lerdo de Tejada, por lo que se llamó Tlacotalpan de Porfirio Díaz en 1896; (Véase Plan de Tuxtepec), nombre que se cambió después de la Revolución.
Los límites del municipio fueron definidos a fines del siglo XVIII, a principios del siglo XIX, durante la guerra de independencia, Tlacotalpan fue el centro de operaciones de los españoles contra los insurgentes, el comandante español que estuvo a cargo fue Juan Bautista Topete y Viaña. El radio de acción abarcaba los pueblos del sotavento veracruzano (Alvarado, Cotaxtla, Amatlán, Cosamaloapan, Chacaltianguis, Tesechoacán, Playa Vicente, hacienda de La Estanzuela) hasta algunos puntos del estado de Oaxaca: Tuxtepec, Ixcatlán, Valle Nacional, Villa Alta, Teutila.
Después de la Independencia, el presidente Guadalupe Victoria fundó aquí una de las primeras escuelas de la Armada de México, que duró dos años las prácticas que hacían a bordo de la embarcación Papaloapan.
Miguel Z. Cházaro, pedagogo, fundó en 1870 el colegio Preparatorio, tercero que funcionó en la entidad, en 1889 el ayuntamiento fraccionó las dos haciendas más importantes de la zona: El Zapotal que era de Dolores Tosta, la esposa de Antonio López de Santa Anna y la de los hermanos Cházaro.
En 1914 muere en el puerto de Veracruz el joven tlacotalpeño Jorge Alacio Pérez, en heroica defensa contra de los norteamericanos.
El transporte fluvial que era unos de las actividades económicas más importante, decayó a principios del siglo XX con el establecimiento del Ferrocarril del Istmo.
Es Tlacotalpan cuna de ilustres veracruzanos y mexicanos, en las artes y la academia destacan Agustín Lara Gonzalo Aguirre Beltrán y Cayetano Rodríguez Beltrán así como el pintor Salvador Ferrando, además de grandes decimistas como Guillermo Chazaro Lagos.
En la actualidad Tlacotalpan sigue siendo semillero de las artes, es común los fines de semana ver a jaraneros, decimistas y bailadores en la plaza principal, llevando a cabo el tradicional fandango. Existen diversos grupos de música jarocha entre los que destacan El siquisiri, Estanzuela, Son de madera y muchos otros más, rescatando así la música tradicional tlacotalpeña.
Para el Turismo principalmente al que le gusta la bohemia puede presenciar el fandango el Luz de Noche café donde se impulsa la cultura, y las personas amenecen con la jarana, requinto, pandero y arpa al mismo tiempo bailar el huapango bailarines o no pueden disfrutar de este evento cultural.
El 23 de enero de 1969, el gobierno del Estado de Veracruz promulgó la Ley que declara típica la ciudad de Tlacotalpan y previene su conservación.

## Fiestas de La Candelaria
En esta festividad, la Virgen de la Candelaria  es paseada por el río y se realiza la presentación del Niño en el Templo. Para los Tlacotalpeños estos días son de verdadera fiesta popular, mezcla de la fe, del huapango, de los sones provenientes del "Encuentro de los Jaraneros", de las regatas en el río, de la comida, de la feria, de la Mojiganga y del "embalse" de toros donde se dejan libres a 6 toros en las calles de la ciudad,mismos toros que inmediatamente son lazados por los espectadores que aguardan con lazos para capturar a los animales una vez que salen del río nadando,   pero es el 2 de febrero cuando la Virgen, en su paseo en el río, bendice al puerto y lo protege contra las inundaciones y demás calamidades de su vertiente.
La duración de los festejos es del 31 de enero al 9 de febrero.  Los días más importantes son del 31 de enero al 2 de febrero.  Las plazas Hidalgo, Doña Martha, Nicolás Bravo y San Miguel se alistan con entarimados para recibir a los visitantes y locales.
- El 31 de enero se realiza la Cabalgata.
- El 1 de febrero se realiza el embalse de 6 toros Cebú, que cruzan el río junto con los lugareños en canoas o lanchas.
- El 2 de febrero se celebra a la Virgen con "Las Mañanitas" y el paseo.

Como dato importante, la Fiesta de la Candelaria es uno de los eventos más esperados por los lugareños ya que se dan cita con sus mejores trajes. Para recibir a los visitantes nacionales y extranjeros. En donde disfrutaran de una extensa gastronomía de la región, y los muy típicos dulces de leche, torito y cremas de cacahuate, fresa, jobo, nanche,y demás frutas de la región los deliciosos panes horneados con leña y la riquísima nieve de coco. Además que esta celebración deja una importante derrama económica en el municipio. Y el tradicional embalse de toros o "toreadas"  que atrae a chicos y grandes. es un día esperado para muchos pues se visten con botas y sombrero y se hacen partícipes en sus hermosos caballos.   En el año 2014 se implementó el reglamento a la protección animal, en la cual se impide la flagelación y muerte de estos mamíferos.

## Gobierno
El gobierno de Tlacotalpan es de la forma municipal; teniendo como gobernante al presidente municipal  Ing. Luis Medina Aguirre (Movimiento Ciudadano), seguido de un Secretario de Gobierno Municipal, síndico, 2 regidores de mayoría relativa y tres regidores de representación proporcional.

## Hermanamientos
La ciudad de Tlacotalpan está hermanada con las siguientes ciudades alrededor del mundo:
- San Juan Bautista Tuxtepec, México (2011).[14]

- Taxco, México  (2013).[15]
- Morelia, México (2016)[16]